# 姆林基 (捷尔诺波尔州)
48°55′31″N 25°17′0″E / 48.92528°N 25.28333°E
姆林基（烏克蘭語：Млинки），是烏克蘭的村落，位於該國西部捷爾諾波爾州，由喬爾特基夫區負責管轄，處於巴里什河畔，分別距離佐洛特波蒂克1公里和波羅霍瓦1.5公里，面積0.8平方公里，2001年人口299。